# Apanágio
Apanágio (do francês apanage), no direito feudal, é uma concessão de propriedade. Diferente de um feudo ou senhoria, um apanágio era delegado e sua posse era precária, uma vez que a autoridade sobre o território não era pessoal e nem hereditária.